# Му (кана)
む в хирагане и ム в катакане — символы японской каны, используемые для записи ровно одной моры. В системе Поливанова записывается кириллицей: «му», в международном фонетическом алфавите звучание записывается: /mɯ/. В современном японском языке находится на тридцать третьем месте в слоговой азбуке.

## Происхождение
む появился в результате упрощённого написания кандзи 武, а ム произошёл от кандзи 牟.

## Написание
|  |  |

## Коды символов вкодировках
- Юникод:
  - む: U+3080,
  - ム: U+30E0.